# パオロ・レスターニ
パオロ・レスターニ（Paolo Restani、1967年8月2日 - ）は、イタリアのピアノ奏者。
ラ・スペツィアの生まれ。ヴィンツェンツォ・ヴィターレにピアノを師事した後、ミュンヘンでゲルハルト・オピッツ、ザルツブルクのモーツァルテウム音楽院でペーター・ラングの薫陶を受けた。また、パオロ・アルカとブルーノ・ベッティネッリの各氏に作曲を学んでいる。1983年のローマ聖チェチーリア音楽院のリサイタルでデビューを果たしたが、1987年にミラノでアレクシス・ワイセンベルクの代役を急遽こなしたことでピアニストとしての名声を確立した。